# ゲンチジン酸-1,2-ジオキシゲナーゼ
ゲンチジン酸-1,2-ジオキシゲナーゼ（gentisate 1,2-dioxygenase）は、チロシン代謝酵素の一つで、次の化学反応を触媒する酸化還元酵素である。
ゲンチジン酸 + O2 {\displaystyle \rightleftharpoons } マレイルピルビン酸
反応式の通り、この酵素の基質はゲンチジン酸とO2、生成物はマレイルピルビン酸である。補因子として鉄を用いる。
組織名はgentisate:oxygen 1,2-oxidoreductase (decyclizing)で、別名にgentisate oxygenase、2,5-dihydroxybenzoate dioxygenase、gentisate dioxygenase、gentisic acid oxidaseがある。